# Rio Preto (Dores do Rio Preto)
O rio Preto é um curso de água dos estados de Minas Gerais e do Espírito Santo, Brasil. É um dos formadores do rio Itabapoana. Suas nascentes localizam-se na Serra do Caparaó, a uma altitude de aproximadamente 1840 metros, na divisa dos municípios de Espera Feliz, Minas Gerais, e Dores do Rio Preto, Espírito Santo. Apresenta 41 km de extensão e drena uma área de 235 km².
Desde a nascente até a foz, o rio Preto serve de divisa entre os estados de Minas Gerais e Espírito Santo. Em seu percurso, atravessa a cidade de Dores do Rio Preto. Na divisa entre os estados de Minas Gerais, Espírito Santo e Rio de Janeiro, o rio Preto se junta ao rio São João para formarem o rio Itabapoana.. 